# Charles-Alexandre Guyon
Pour les articles homonymes, voir Guyon.
Charles-Alexandre Guyon, dit Guyon fils, est un comédien français né le 6 juillet 1854 à Paris (ancien 6e arrondissement) et mort le 28 mars 1923, à Saint-Maur-des-Fossés.

## Biographie

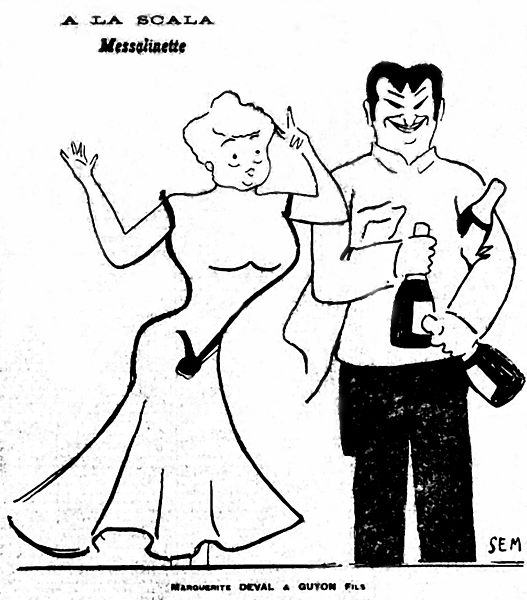
Marguerite Deval et Guyon fils par Sem

Charles-Alexandre Guyon était le fils d'Alexandre Guyon (1829-1905) et de Marie-Pauline Jarry (1836-1910), et le frère d'Aline Guyon, tous comédiens.
Il débute à l'Eldorado en 1873. Engagé au théâtre Beaumarchais en 1880, il y joue la revue Madeleine-Bastille puis passe en 1882 au théâtre du Château-d'Eau où il crée Casse-museau.
Après un court passage au théâtre Déjazet, il entre au théâtre Cluny le 11 janvier 1884 avec Trois femmes pour un mari. En septembre 1886, on le retrouve aux Folies-Dramatiques, où il restera huit ans. Il y crée une vingtaine de pièces de théâtre et opérettes parmi lesquelles Paris en général, Coquin de printemps, Surcouf, Miss Robinson, Les Vingt-huit Jours de Clairette, Cousin-Cousine, La Fille de Paillasse, etc.
Engagé au théâtre des Nouveautés en septembre 1894, il y crée entre autres L'Hôtel du libre échange de Georges Feydeau. Il se produit par la suite dans de nombreux théâtres : l'Athénée (Le Cabinet Piperlin), le Châtelet (Robinson Crusoé, Michel Strogoff), la Renaissance (Mademoiselle Carabin, Les Petites Vestales), le Fémina (L'Accord parfait), le Gymnase (La Volonté de l'Homme).
À partir de 1904, il alterne principalement entre le Palais-Royal (Une affaire scandaleuse, La Revue du Palais, La Cagnotte, Le Chasseur de chez Maxim's) et le théâtre Michel (L'Ingénu, La Femme de mon ami).
L'un de ses dernières créations est Ta bouche, opérette d'Yves Mirande, Albert Willemetz et Maurice Yvain au théâtre Daunou en 1922.
Il apparaît également dans quelques films : Le Retour aux champs, Les Bleus de l'amour (1918), Petit Ange, Les Cinq Gentlemen maudits (1920) et Petit ange et son pantin (1923).
L'annonce de sa mort, le 28 mars 1923, passe relativement inaperçue en raison de la disparition, deux jours plus tôt, de Sarah Bernhardt.
Il est le père de Cécile et Jean Guyon, également comédiens.

## Théâtre
(liste partielle)
- 1899 : Le Pauvre Bougre et le Bon Génie d'Alphonse Allais, théâtre des Mathurins
- 1911 : Mais n'te promène donc pas toute nue ! de Georges Feydeau, théâtre Femina
- 1913 : La Main mystérieuse de Fred Amy et Jean Marsèle, théâtre de l'Athénée
- 1920 : Le Chasseur de chez Maxim's, comédie en trois actes d'Yves Mirande et Gustave Quinson, théâtre du Palais-Royal, 23 décembre 1920
- 1922 : Ta bouche, opérette d'Yves Mirande, lyrics d'Albert Willemetz, musique de Maurice Yvain, mise en scène Edmond Roze, théâtre Daunou